# Noyant-de-Touraine
Noyant-de-Touraine is een gemeente in het Franse departement Indre-et-Loire (regio Centre-Val de Loire). De plaats maakt deel uit van het arrondissement Chinon. Noyant-de-Touraine telde op 1 januari 2022 1.170 inwoners.

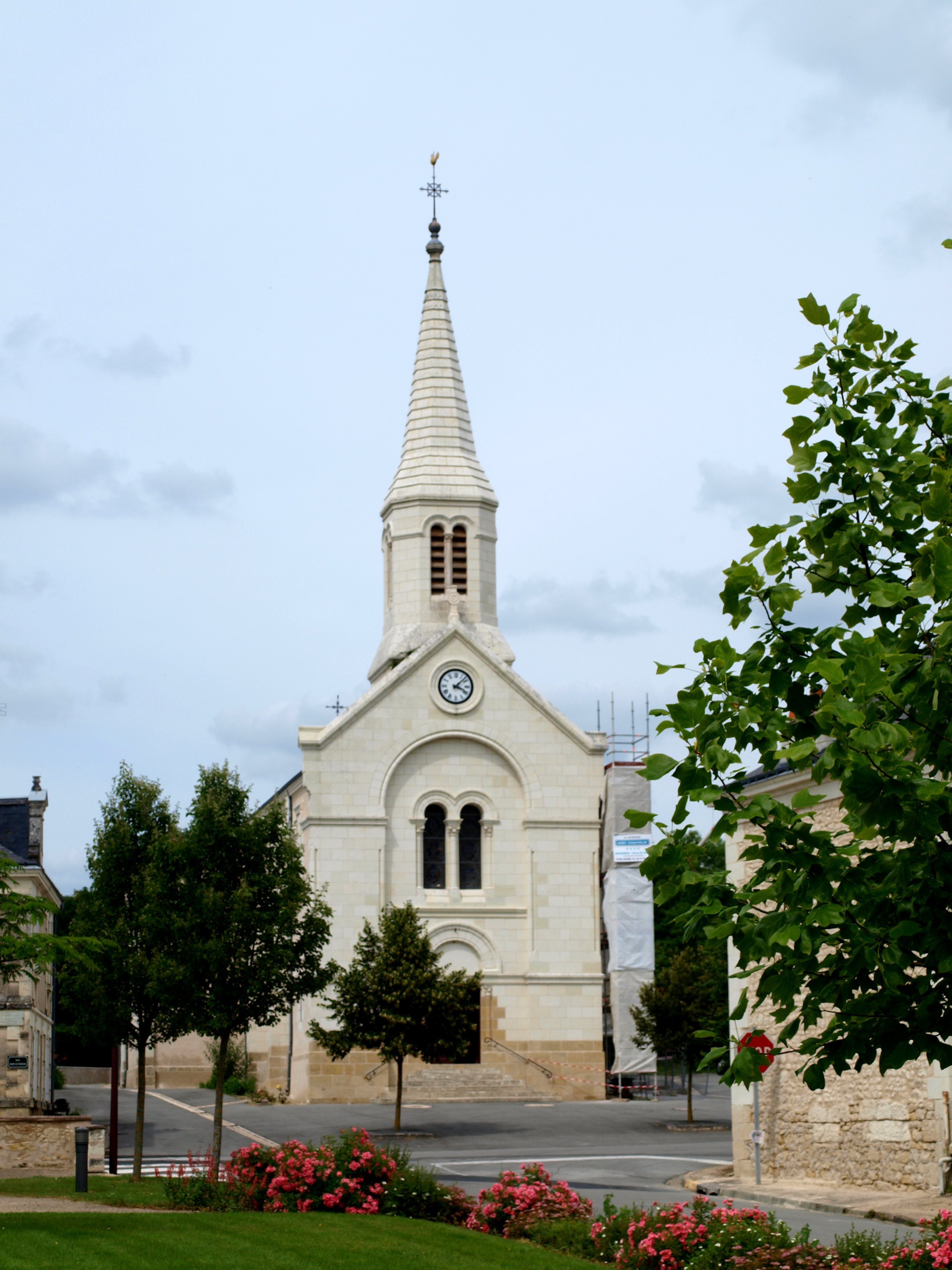
Kerk in Noyant-de-Touraine
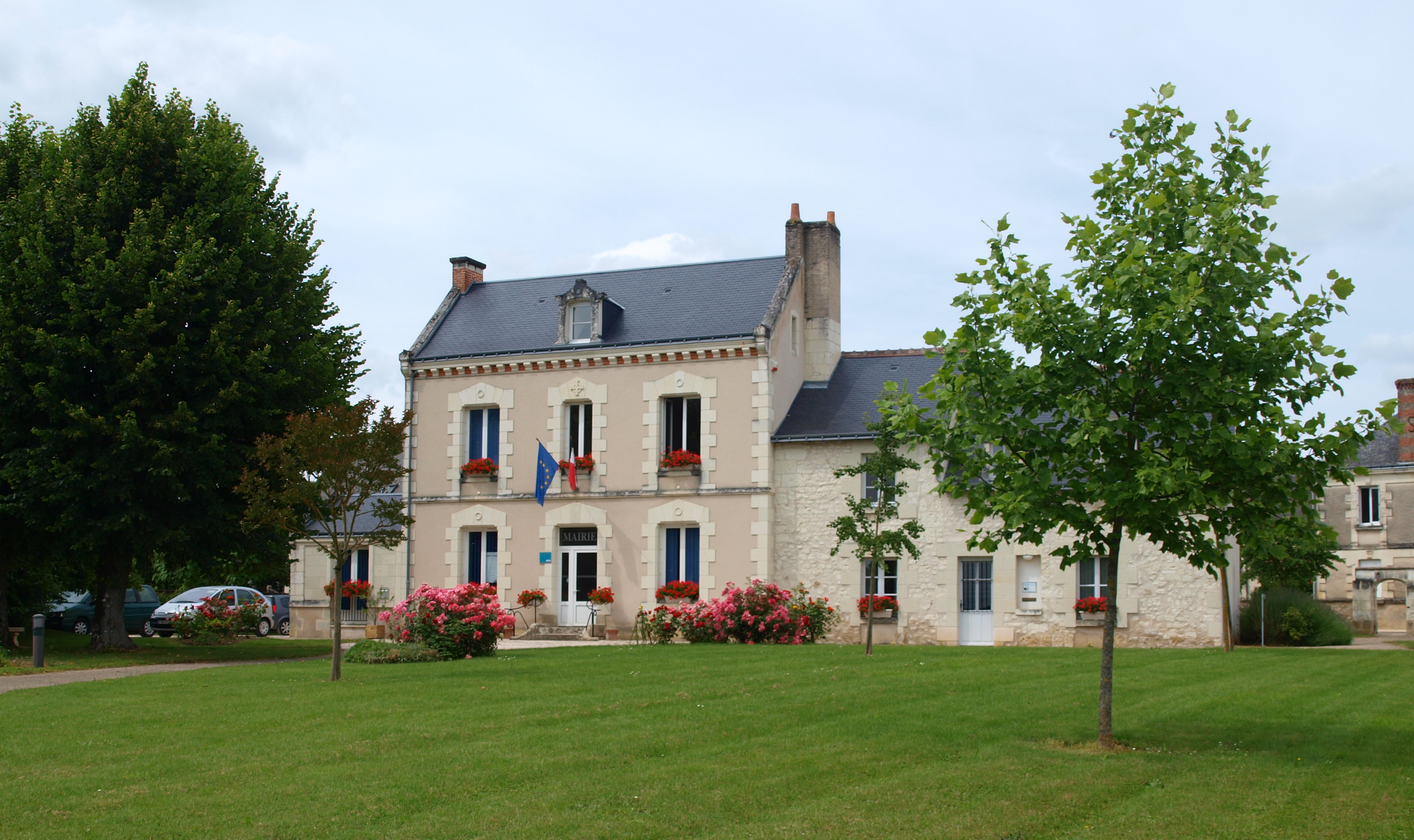
Gemeentehuis

## Geografie
De oppervlakte van Noyant-de-Touraine bedroeg op 1 januari 2022 13,74 vierkante kilometer; de bevolkingsdichtheid was toen 85,2 inwoners per km².

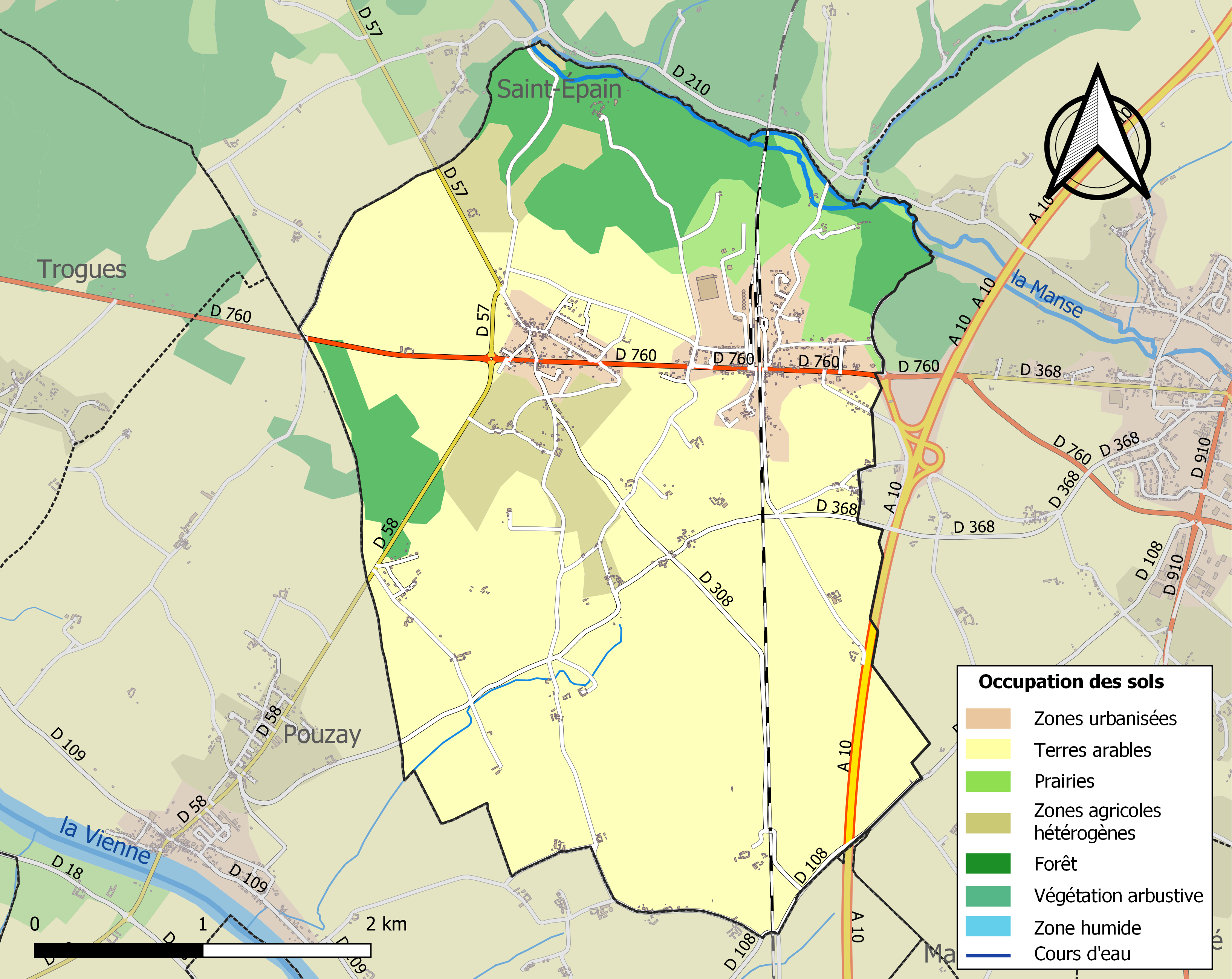
Kaart van de gemeente met belangrijkste infrastructuur, bodemgebruik en omliggende gemeenten

## Verkeer en vervoer
In de gemeente ligt spoorwegstation Sainte-Maure - Noyant.

## Demografie
Onderstaande figuur toont het verloop van het inwonertal (bron: INSEE-tellingen).